# 24 (seizoen 5)
Dit artikel gaat over seizoen 5 van 24, de Amerikaanse televisieserie. Het seizoen ging in première op 15 januari 2006 en duurde tot en met 22 mei 2006. Het seizoen werd gekenmerkt door het sterven van vele belangrijke personage. Dit seizoen betekende de tijdelijke terugkeer van Elisha Cuthbert als Kim Bauer.
Seizoen vijf was samen met seizoen 4 een groot succes, het seizoen werd genomineerd voor 12 Emmy-awards, en won er daar van vijf, waaronder die voor beste dramaserie en acteur in een dramaserie. Seizoen 5 is samen met seizoen 4 en seizoen 6 ook het bestbekeken seizoen van de serie, met een gemiddeld aantal kijkers per aflevering van bijna 13,8 miljoen enkel in de Verenigde Staten.
Het verhaal begint om 7 uur 's ochtends, net als het vorige seizoen. Het seizoen speelt zich af in september 2011, 18 maanden na seizoen vier.

## Verhaal
Het vijfde seizoen speelt zich af op de dag dat een belangrijk antiterrorismeverdrag tussen Rusland en de Verenigde Staten zal worden getekend. Jack Bauer leeft op dat moment ondergedoken als Frank Flynn, een arbeider in een olieraffinaderij in Zuid-Oost Californië.
Het seizoen opent met oud-president David Palmer die doodgeschoten wordt in zijn broers (Wayne Palmer) appartement. Kort hierna sterft Michelle Dessler ook in een bomaanslag, Tony Almeida is zwaargewond (en wordt later gedood tijdens een mislukte wraakpoging op de moordenaars van zijn vrouw Michelle). Wanneer Chloe O' Brian Jack contacteert omdat ze een aanslag op haar leven overleefde, komt Jack terug om uit te zoeken wie er achter de moord op David Palmer zit. Hij komt al snel te weten dat de moordenaar hem via vals bewijs, de schuld in de schoenen wil schuiven. Met de hulp van Chloë komt hij aan informatie die hem naar de vlieghaven brengt.
Dit is allemaal een onderdeel van een, door Russische terroristen uitgevoerde, kaping op een vliegveld in LA. De terroristen houden zo'n 50 mensen gegijzeld op het vliegveld. Tijdens de gijzeling bevindt Jack zich in een van de verluchtingsgangen in de terminal. Zo kan hij CTU helpen de gijzeling te bezweren.
Maar diezelfde terroristen gebruiken de kaping als afleiding voor een nog groter doel: namelijk het stelen van Sentox-zenuwgas, een zeer dodelijk militair wapen. De bedoeling van de terroristen is het gas uit het land te kunnen smokkelen om een aanslag op Moskou te kunnen uitvoeren. Dit wordt echter verhinderd. Daarom dreigen de terroristen met het loslaten van het zenuwgas op burgerdoelwitten.
Ondertussen heeft district een tijdelijke nieuwe baas aangeworven voor CTU: namelijk Lynn Mcgill. Hij komt Bill Buchanan assisteren, maar hij blijkt een pak aan de broek te zijn, omdat hij onder druk geen beslissingen kan nemen, en weigert te melden dat zijn toegangssleutel voor CTU is gestolen. De terroristen gebruiken zijn toegangskaart om in het CTU binnen te dringen en slagen erin het gas vrij te laten. Zo'n 40 % van de medewerkers van het CTU laten het leven, de rest kan tijdig in een veilige ruimte komen. Het sentox-gas mengt zich echter met een zuur zodat de beschermende laag aangetast wordt en de beschermde ruimtes in gevaar komen. Lynn Mcgill offert zich samen met een bewaker op om de anderen te redden. Jack verijdelt de aanslag op een gasbedrijf door al het gas te laten ontploffen. Jack zegt dat hij bang is dat hier nog iets veel groters achter zit wat later ook het geval blijkt te zijn. Ze verdenken de vicepresident ervan dat hij onder een hoedje speelt met de terroristen maar dit blijkt niet het geval. Het is zelfs zo dat president Logan erachter zit.
Jack komt erachter dat er een voor Logan belastende geluidsopname wordt bewaard in een kluis. Op die opname is te horen dat Logan verantwoordelijk is voor alles. Jack vindt de opname met veel moeite in een bank. Hij moet de opname meenemen met het vliegtuig, maar Logan geeft de opdracht het vliegtuig neer te schieten. Hij ziet hier uiteindelijk vanaf omdat het vliegtuig landt op de snelweg en hij dus geen reden heeft om te rechtvaardigen dat hij op het vliegtuig zou schieten. De vrouw van President Logan slaagt erin om haar man alle fouten die hij heeft gemaakt (waaronder de moord op David Palmer) aan haar te bekennen. Ondertussen wordt de hele bekentenis opgenomen door verborgen afluisteraparatuur. President Logan wordt afgezet.
Aan het einde van dit seizoen wordt Jack ontvoerd door de Chinese regering.
Seizoen 5 begint om 7 uur 's morgens.

## Belangrijke plots voor in de toekomstige seizoenen
- De vriendschap tussen Jack Bauer en Curtis Manning.
- De dood van Tony Almeida, Michelle Dessler, David Palmer en Edgar Stiles.

## Afleveringen
Het seizoen bestaat uit 24 afleveringen met elk een speelduur van ongeveer 42 minuten, reclame niet meegerekend.
| #  | Titel aflevering             | Uitzenddatum VS  | Uitzenddatum Nederland | Uitzenddatum Vlaanderen |
| -- | ---------------------------- | ---------------- | ---------------------- | ----------------------- |
| 1  | Day 5: 7:00 a.m.-8:00 a.m.   | 15 januari 2006  | 23 september 2006      | 7 januari 2007          |
| 2  | Day 5: 8:00 a.m.-9:00 a.m.   | 15 januari 2006  | 23 september 2006      | 7 januari 2007          |
| 3  | Day 5: 9:00 a.m.-10:00 a.m.  | 16 januari 2006  | 30 september 2006      | 14 januari 2007         |
| 4  | Day 5: 10:00 a.m.-11:00 a.m. | 16 januari 2006  | 30 september 2006      | 14 januari 2007         |
| 5  | Day 5: 11:00 a.m.-12:00 p.m. | 23 januari 2006  | 7 oktober 2006         | 21 januari 2007         |
| 6  | Day 5: 12:00 p.m.-1:00 p.m.  | 30 januari 2006  | 7 oktober 2006         | 21 januari 2007         |
| 7  | Day 5: 1:00 p.m.-2:00 p.m.   | 6 februari 2006  | 14 oktober 2006        | 28 januari 2007         |
| 8  | Day 5: 2:00 p.m.-3:00 p.m.   | 13 februari 2006 | 14 oktober 2006        | 28 januari 2007         |
| 9  | Day 5: 3:00 p.m.-4:00 p.m.   | 20 februari 2006 | 21 oktober 2006        | 4 februari 2007         |
| 10 | Day 5: 4:00 p.m.-5:00 p.m.   | 27 februari 2006 | 21 oktober 2006        | 4 februari 2007         |
| 11 | Day 5: 5:00 p.m.-6:00 p.m.   | 6 maart 2006     | 28 oktober 2006        | 11 februari 2007        |
| 12 | Day 5: 6:00 p.m.-7:00 p.m.   | 6 maart 2006     | 28 oktober 2006        | 11 februari 2007        |
| 13 | Day 5: 7:00 p.m.-8:00 p.m.   | 13 maart 2006    | 4 november 2006        | 18 februari 2007        |
| 14 | Day 5: 8:00 p.m.-9:00 p.m.   | 20 maart 2006    | 4 november 2006        | 18 februari 2007        |
| 15 | Day 5: 9:00 p.m.-10:00 p.m.  | 27 maart 2006    | 11 november 2006       | 25 februari 2007        |
| 16 | Day 5: 10:00 p.m.-11:00 p.m. | 3 april 2006     | 11 november 2006       | 25 februari 2007        |
| 17 | Day 5: 11:00 p.m.-12:00 a.m. | 10 april 2006    | 18 november 2006       | 4 maart 2007            |
| 18 | Day 5: 12:00 a.m.-1:00 a.m.  | 17 april 2006    | 25 november 2006       | 4 maart 2007            |
| 19 | Day 5: 1:00 a.m.-2:00 a.m.   | 24 april 2006    | 2 december 2006        | 11 maart 2007           |
| 20 | Day 5: 2:00 a.m.-3:00 a.m.   | 1 mei 2006       | 9 december 2006        | 11 maart 2007           |
| 21 | Day 5: 3:00 a.m.-4:00 a.m.   | 8 mei 2006       | 16 december 2006       | 18 maart 2007           |
| 22 | Day 5: 4:00 a.m.-5:00 a.m.   | 15 mei 2006      | 23 december 2006       | 18 maart 2007           |
| 23 | Day 5: 5:00 a.m.-6:00 a.m.   | 22 mei 2006      | 30 december 2006       | 25 maart 2007           |
| 24 | Day 5: 6:00 a.m.-7:00 a.m.   | 22 mei 2006      | 6 januari 2007         | 25 maart 2007           |

## Achtergronden
- In dit seizoen worden in totaal 192 personages gedood.
- Het vijfde seizoen wordt gekenmerkt door veel belangrijke personages die worden gedood. David Palmer, Tony Almeida, Michelle Dessler en Edgar Stiles, allen waren ze al meerdere seizoenen te zien in de serie en stierven in dit seizoen. Trouwe fans waren teleurgesteld dat Edgar Stiles wel werd "geëerd" met een stille klok aan het einde van de aflevering, omdat hij stierf, maar Almeida, die al sinds het begin van het eerste seizoen te zien is, niet. In seizoen 7 werd bekend dat Almeida niet dood is.
- Via internet was uitgelekt dat zowel Reiko Aylesworth (Michelle Dessler) als Dennis Haysbert (president Palmer) een contract hadden ondertekend voor een rol enkel in de eerste aflevering van het vijfde seizoen. Velen trokken toen al de conclusie dat zij zouden sterven.
- In Nederland trok het seizoen zo weinig kijkers, minder dan 300.000, dat het zesde seizoen niet meer op de vroege zaterdagavond werd uitgezonden, maar zondagavond om 22:30.
- De acteurs Peter Weller, Ray Wise en Paul McCrane hadden alle drie een rol in de film RoboCop.
- Opnieuw rijden sommige slechteriken in een auto van het merk Lexus, waaronder Collette Stenger.
- Het vijfde seizoen van 24 stond op plaats 24 op de lijst van bestbekeken series van de Verenigde Staten van 2006.
- De Amerikaanse senator John McCain heeft zeer kleine rol in de zevende aflevering van het seizoen. Rond 1:32:22 geeft hij een document aan Audrey (Kim Raver).
- Dit is het enige seizoen waarbij Jack Bauer een rol speelt in de openingsscène.
- Jack Bauer en Chloe O'Brian zijn de enige personages die in alle afleveringen van dit seizoen spelen.
- Uit de televisiebeelden waarop Charles Logan een toespraak doet blijkt wanneer dit seizoen zich afspeelt, in de nieuwsbalk onderaan het scherm wordt melding gemaakt van plannen voor verhoogde beveiliging tijdens de Olympische Spelen van 2012.
- De dvd-box van dit seizoen bevat drie tikfouten, Mike Novick is gespeld als "Mike Novak", de vierde dvd zou de afleveringen 13 tot en met 15 bevatten terwijl dat in werkelijkheid de afleveringen 13 tot en met 16 zijn. Daarnaast staat vermeld dat de aflevering "5:00 P.M. - 6:00 P.M." uitgezonden is op 6 maart 2005, terwijl dat in werkelijkheid een jaar later was.